# Richard Fehn
Richard Hermann Fehn (* 15. Januar 1885 in Nürnberg; † 15. Oktober 1964 in München) war ein deutscher Kolonialoffizier der Schutztruppe für Kamerun und späteres Gründungsmitglied sowie Vorsitzender des Goethe-Instituts.

## Leben

### Herkunft
Fehn war Sohn des Lehrers Johann Friedrich Fehn und dessen Ehefrau Kunigunda Karolina Wilhelmine Emma (geb. Odörfer).

### Karriere
Fehn absolvierte das humanistische Gymnasium. Am 21. Juli 1905 trat er im Range eines Fahnenjunkers in das 21. Bayerische Infanterie-Regiment ein und wurde am 1. November desselben Jahres zum Gefreiten und zehn Tage später zum Unteroffizier ernannt. Am 24. Februar 1906 wurde Fehn zum Fähnrich befördert und von 1906 bis 1907 zur Kriegsschule kommandiert. Am 8. März 1907 wurde Fehn zum Leutnant in seinem ursprünglichen Regiment ernannt. Nach erfolgtem Ausscheiden aus dem Bayerischen Heer am 8. März 1912 wurde er mit einem Patent vom 8. März 1905 in der Schutztruppe für Kamerun angestellt. Im Oktober desselben Jahres wurde er mit der Führung der 10. Kompanie bei der Übernahme des Bezirkes Wolö-Ntem beauftragt. Im Jahre 1910 absolvierte er eine Ausbildung zum Waffenoffizier der Gewehrfabrik Amberg. Im folgenden Jahr, dem Jahr 1911, belegte Fehn einen Pionierkurs beim 1. Pionierbataillon. 1912 wurde er zum Seminar für Orientalische Sprachen in Berlin kommandiert und wurde dann zum Feldpionierdienst und bei einer MG-Kompanie ausgebildet.
Am 22. März 1914 erhielt er den Charakter des Oberleutnants und war vom 1. Juli 1914 bis zum 30. Juni 1915 als Adjutant des Kommandeurs und Gerichtsoffiziers der Schutztruppe in Soppo aktiv. Am 5. September 1914 erhielt er offiziell das Patent zum Oberleutnant. Fehn nahm am Ersten Weltkrieg in Kamerun teil. Er war vom 1. bis zum 24. Juli 1915 Kompanieführer der Abteilung Haedicke und wurde am 24. Juli 1915 bei Ndup I. verwundet. Am 18. September 1915 wurde er zum Hauptmann ernannt und wirkte vom 1. Januar bis zum 7. Februar 1916 als Abteilungsführer der 6. Kompanie bei der Abteilung Hagen, bevor er schließlich gefangen genommen wurde. Fehn saß von 1916 bis 1919 in Fernando Póo und Zaragoza gefangen, bis er im Dezember 1919 nach Deutschland zurückkehren konnte. Am 31. März wurde Fehn im Zuge der Verkleinerung der Reichswehr unter Verleihung des Charakters eines Majors aus dem Dienst verabschiedet.
Vom 1. April desselben Jahres bis zum 30. November 1936 war Fehn im Ruhestand und wurde 1926 Mitglied der Deutschen Akademie in München. Später wurde Fehn Hauptgeschäftsführer der Akademie, wurde aber 1936/37 aus dem Amt gedrängt, da er als Hindernis für einen großflächigen Ausbau gesehen wurde. Am 1. Dezember 1936 wurde er als Major (E) im Wehrbezirkskommando III. in München reaktiviert und am 1. April 1942 zum Oberst befördert. Nach dem Zweiten Weltkrieg wurde Fehn 1951 Mitgründer des Goethe-Instituts. Später wurde er auch Vorsitzender.

### Familie
Fehn heiratete Lili Brigitte (geb. Errat).